# Sechka (Beamter)
Sechka ist der Name eines hohen altägyptischen Beamten der 1. Dynastie, der unter König (Pharao) Wadji und Königin Meritneith amtierte.
Sechkas Name erscheint auf Tonsiegeln im Grab der königlichen Gemahlinnen Herneith und Meritneith. Er ist der erste Beamte, der den Titel eines Hatia („Gaufürst“/„Bürgermeister“) trägt. Daneben übte er die Funktion eines Sem aus und bekleidete das Amt des Stadtrates (nḏ-hr).